# Ettrick (Wisconsin)
Ettrick es una villa ubicada en el condado de Trempealeau en el estado estadounidense de Wisconsin. En el Censo de 2010 tenía una población de 524 habitantes y una densidad poblacional de 290,69 personas por km².

## Geografía
Ettrick se encuentra ubicada en las coordenadas 44°10′12″N 91°15′57″O / 44.17000, -91.26583. Según la Oficina del Censo de los Estados Unidos, Ettrick tiene una superficie total de 1.8 km², de la cual 1.8 km² corresponden a tierra firme y (0%) 0 km² es agua.

## Demografía
Según el censo de 2010, había 524 personas residiendo en Ettrick. La densidad de población era de 290,69 hab./km². De los 524 habitantes, Ettrick estaba compuesto por el 98.09% blancos, el 0.19% eran afroamericanos, el 0.19% eran amerindios, el 0% eran asiáticos, el 0% eran isleños del Pacífico, el 0.76% eran de otras razas y el 0.76% pertenecían a dos o más razas. Del total de la población el 2.1% eran hispanos o latinos de cualquier raza.